# Otmar-Alt-Sprinter

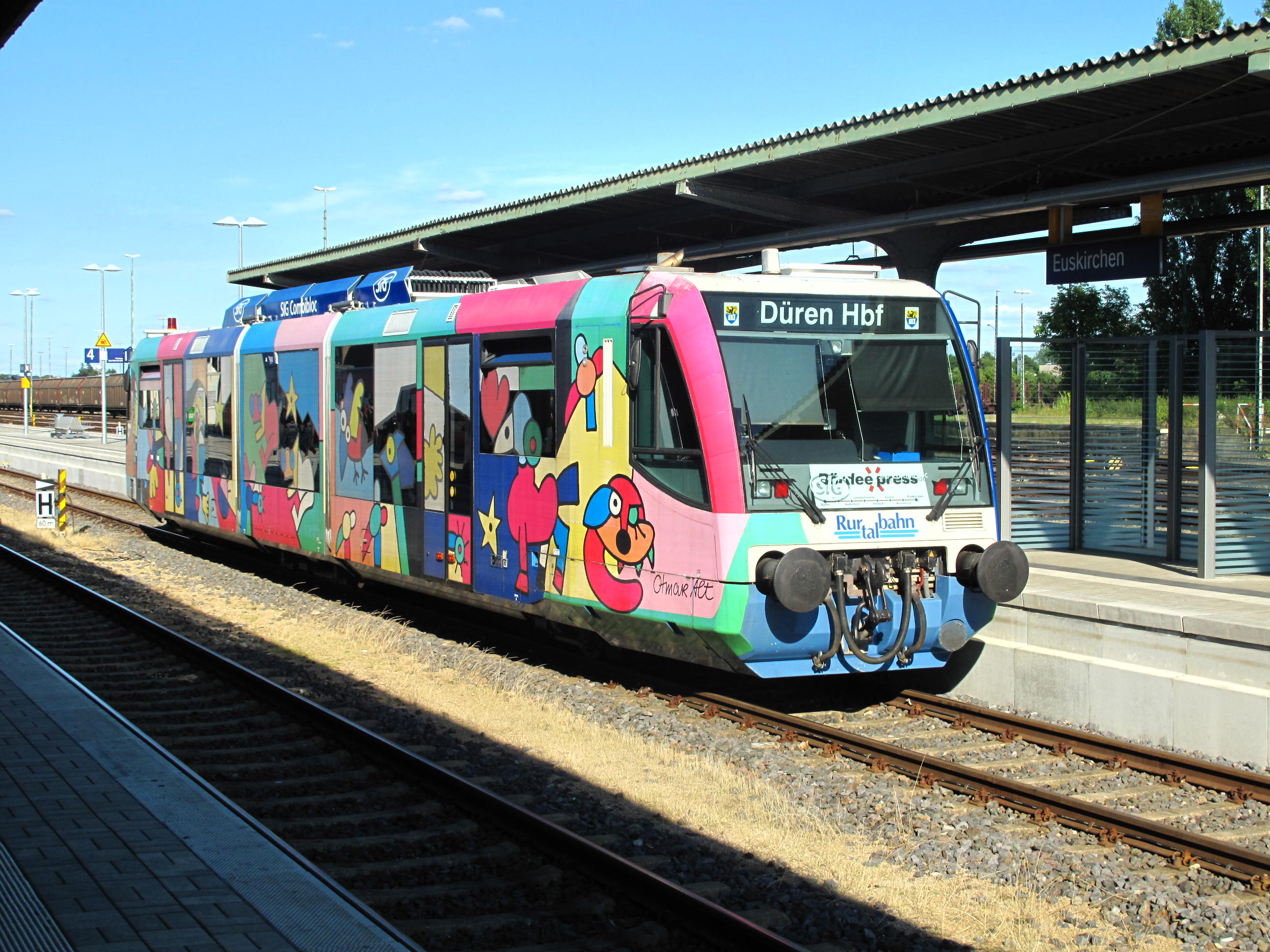
Otmar-Alt-Sprinter im Juli 2012 in Euskirchen als „BördeExpress“ nach Düren

Der Otmar-Alt-Sprinter war ein Regionaltriebwagen der Bauart RegioSprinter, der im Jahre 2002 vom Künstler Otmar Alt gestaltet wurde. Das Fahrzeug befand sich bis 2019 im Eigentum der Rurtalbahn und wurde von dieser unter der Fahrzeugnummer 6.008.1 bzw. 95 80 0654 008-1 D-RTB im Raum Düren eingesetzt. Anschließend gelangte das Fahrzeug nach Tschechien, wo es nach technischer Modernisierung und mit geändertem Design weiter im Einsatz ist. 

## Entstehung, Beschreibung und Verbleib

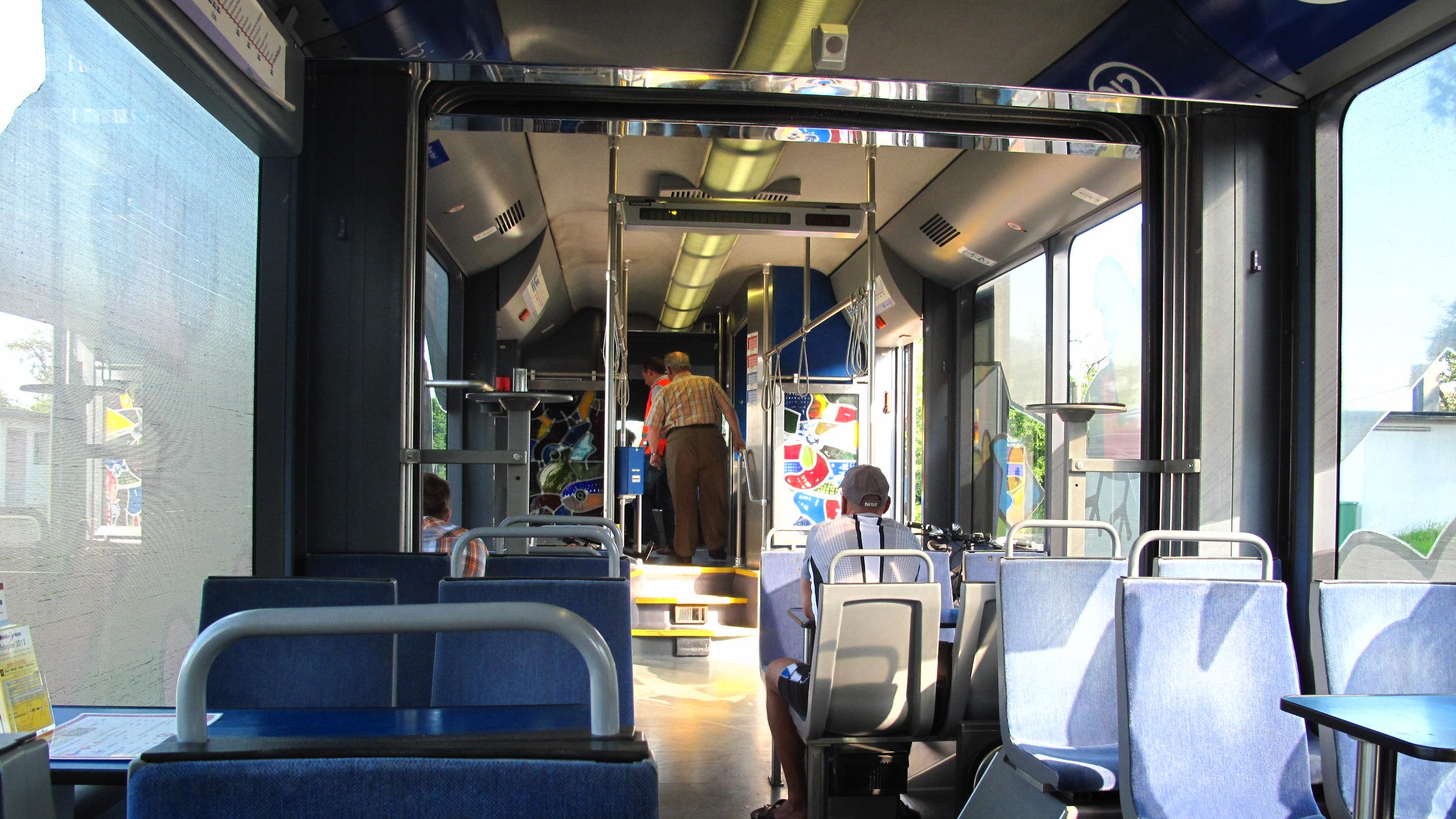
Innenansicht, aufgenommen bei einem Zwischenhalt in Zülpich

Otmar Alt hatte nicht nur die Außenwände des Zuges, sondern auch das Innere als Kunstwerk geschaffen. Es handelte sich somit nicht nur um ein reines Beförderungsmittel, sondern um ein einzigartiges Kunstwerk auf Schienen. Der Zug diente als Ausstellungsobjekt im Rahmen von öffentlichen Veranstaltungen und Messen sowie als von jedermann anzumietendem Gesellschaftswagen für private und öffentliche Anlässe.
Im Gegensatz zu den übrigen, ansonsten baugleichen Fahrzeugen der Rurtalbahn verfügte dieses Fahrzeug über Klimaanlagen sowie eine 2+2-Bestuhlung.
Die Idee zu diesem Fahrzeug hatte der Dürener Landrat Wolfgang Spelthahn. Den RegioSprinter stellte die Dürener Kreisbahn zur Verfügung. Gesponsert wurde das Objekt von der Linnicher Firma SIG Combibloc GmbH. Im Inneren des Zuges waren extra angefertigte Glasbilder und Keramiken, die von Otmar Alt geschaffen wurden, fest installiert.

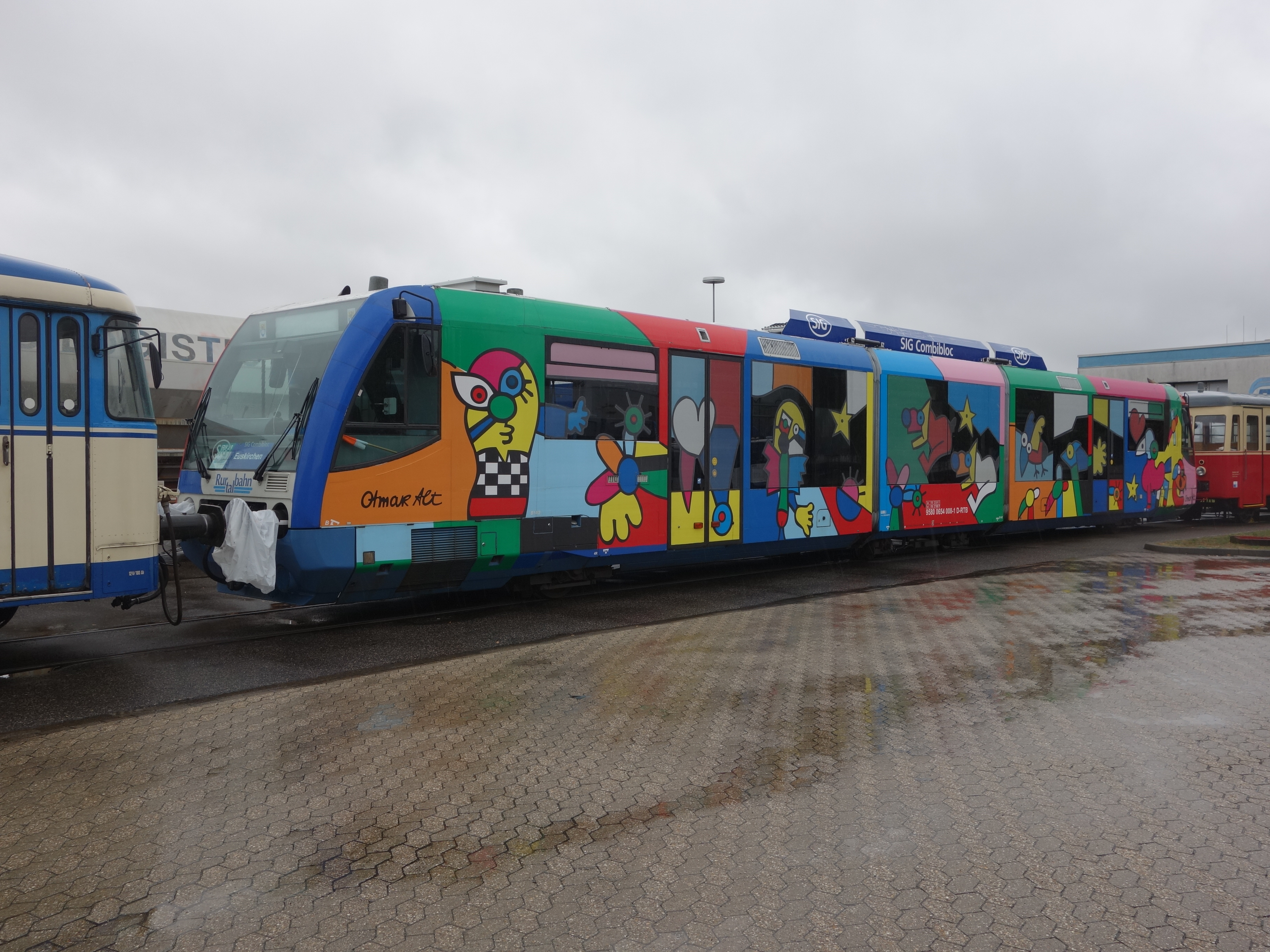
Otmar-Alt-Sprinter im September 2018 auf einer Jubiläumsveranstaltung im Betriebshof Distelrath

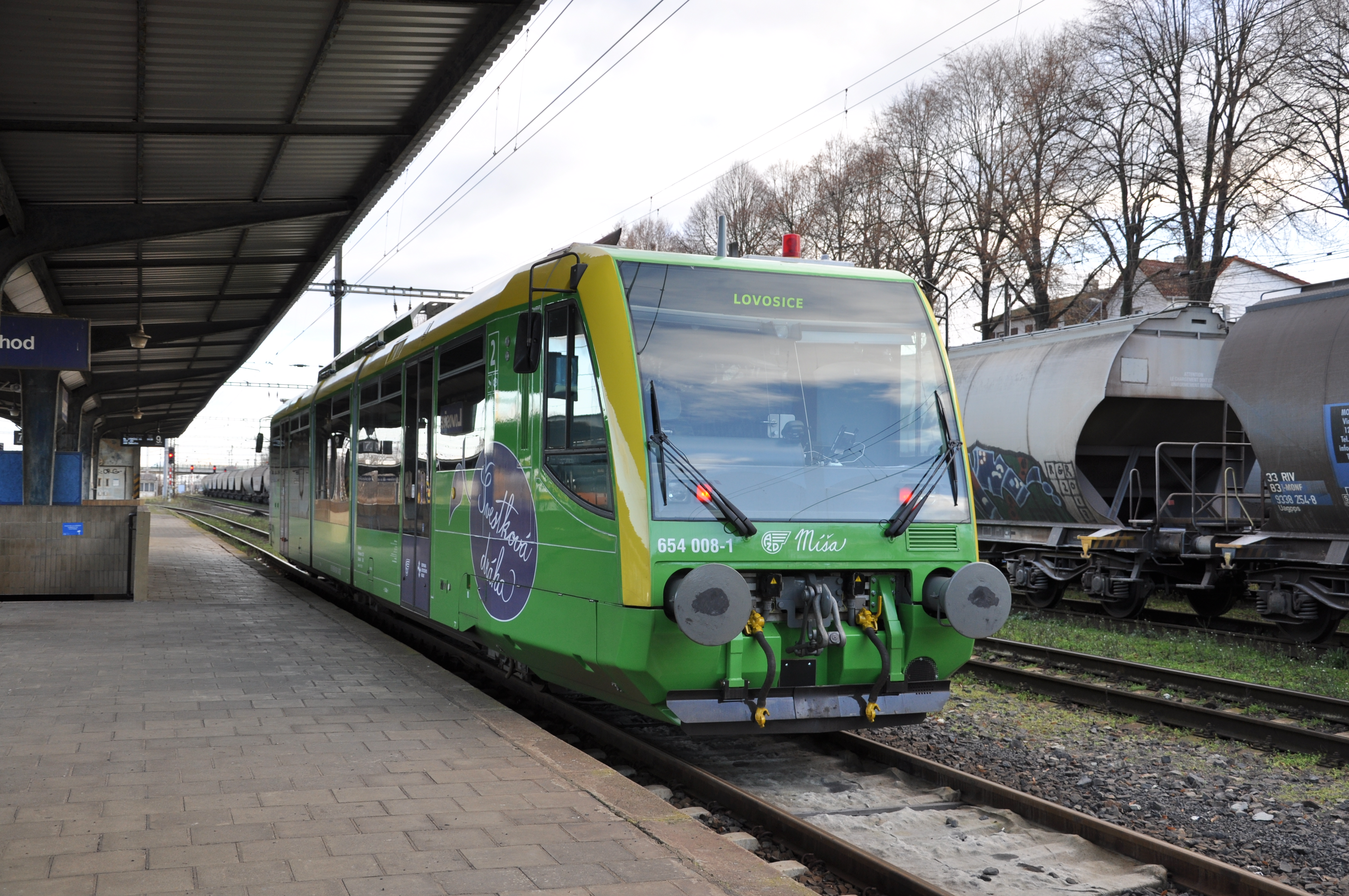
Otmar-Alt-Sprinter im Dezember 2019 mit neuer Lackierung in Lovosice

Seine Jungfernfahrt in der künstlerischen Gestaltung absolvierte dieser RegioSprinter am 4. Juni 2002 zwischen Düren und Heimbach, wenige Tage vor der Reaktivierung der Bahnstrecke Jülich – Linnich, deren Termin kurzfristig vom regulären Fahrplanwechsel (26. Mai 2002) auf den 7. Juni verschoben worden war. Er wurde zu diversen Sonderfahrten eingesetzt, war jedoch gelegentlich auch im Plandienst anzutreffen. Oft wurde er für die Fahrten der Bördebahn verwendet, die bis 2019 nur an Wochenenden im Einsatz war und wegen der manuellen Sicherung zahlreicher Bahnübergänge damals eine Sonderstellung innerhalb des Personenverkehrs der Rurtalbahn GmbH einnahm.
Nachdem die Rurtalbahn modernere Triebwagen der Typen RegioShuttle (ab 2011) und LINT 54 (ab 2017) beschafft hatte, übernahmen diese schrittweise den Betrieb, und die RegioSprinter wurden nach Tschechien verkauft. Am 25. Februar 2019 verließen die letzten RegioSprinter den Kreis Düren. 
Der frühere Otmar-Alt-Sprinter ist seit dem Fahrplanwechsel im Dezember 2019 gemeinsam mit drei weiteren RegioSprintern für das tschechische Eisenbahnunternehmen AŽD Praha in Nordböhmen zwischen Most und Litoměřice im Einsatz. Hierzu wurden die Fahrzeuge u. a. mit Klimaanlage, Steckdosen, WLAN, Toilettenanlage und Fahrgastinformationsanzeigen ausgestattet.